# El planeta inhóspito
El planeta inhóspito: la vida después del calentamiento es un ensayo escrito en 2019 por el periodista David Wallace-Wells sobre las consecuencias del calentamiento mundial. El libro fue inspirado por su artículo de 2017 en la revista New York.
 El título original del artículo en inglés era The Uninhabitable Earth. El título original del libro era The Uninhabitable Earth: Life After Warming. En español se escogió El planeta inhóspito como título del libro. La traducción literal del título original sería La Tierra inhabitable (en inglés inhóspito se dice inhospitable).

## Sinopsis
El libro detalla el trabajo periodístico de Wallace-Wells, describiendo con referencias las posibilidades para el futuro de la Tierra según el rango en que se encuentre la temperatura media. Wallace-Wells argumenta que, incluso con intervenciones activas para mitigar los efectos del calentamiento mundial, serán catastróficos en múltiples ámbitos denominados por el autor como los elementos del caos: elevación de los niveles del mar, fenómenos meteorológicos extremos como las olas de calor extremo, extinciones, plagas, incendios, sequías, hambrunas, terremotos, erupciones volcánicas y otros eventos complejos como desastres ya no naturales, océanos moribundos, el colapso económico y conflictos climáticos geopolíticos.
Posteriormente, en una parte llamada "caleidoscopio climático" el autor analiza algunas soluciones que se han propuesto y reconoce que existen: «un impuesto sobre el carbono y el aparato político (normativa e incidencia para aplicarla rápida y eficazmente) que abandone la energía sucia (combustibles fósiles); cambios radicales en las prácticas agrícolas, una drástica reducción del consumo de carne y leche de vacuno en la dieta mundial; e inversión pública en energía verde y captura y almacenamiento de carbono».También analiza porqué es tan difícil de explicar, reconocer y actuar frente al cambio climático y su relación con el sistema neoliberal y la fantasía del progreso. 
En la última parte llamada "principio antrópico" el autor señala las "lecciones desconcertantes y contradictorias" del calentamiento global y la fragilidad del sistema climático cuya inestabilidad actual deviene de la acción humana y paradójicamente depende de ella misma para ser solucionado.

## Recepción
El libro ha sido tanto alabado como criticado por sus representaciones dramáticas de la futura vida en la Tierra. Como señaló la revista The Economist, «Algunos lectores encontrarán alarmista al señor Wallace-Wells por su esbozo de futuros posibles. Está realmente alarmado. Usted también debería estarlo». La obra también fue reseñada en The Guardian, The New York Times y Slate. Asimismo, el autor fue entrevistado por el periódico El País cuando el libro se editó en castellano. Una reseña de John Gibbons en The Irish Times criticaba que el libro se centrara en los efectos del cambio climático en humanos sin abarcar también los impactos en otras especies.

## Adaptación televisiva
En enero de 2020 se informó que El planeta inhóspito sería adaptado a una serie de antología en HBO Max. Cada episodio versaría sobre los peligros del calentamiento mundial. Adam McKay ejercería de productor ejecutivo.

## Publicaciones
- Wallace-Wells, David (19 de febrero de 2019). The Uninhabitable Earth: Life after Warming. New York, USA: Tim Duggan Books. ISBN 978-0-525-57670-9. Hardcover edition.
- Wallace-Wells, David (17 de marzo de 2020). The Uninhabitable Earth: Life after Warming. New York, USA: Tim Duggan Books. ISBN 978-0-525-57671-6. Paperback edition.
- Wallace-Wells, David (219). El planeta inhóspito: la vida después del calentamiento. Debate.